# Chích đuôi cụt bụng vàng
Tesia castaneocoronata là một loài chim trong họ Cettiidae.
Nó được tìm thấy ở Bangladesh, Bhutan, Trung Quốc, Ấn Độ, Lào, Myanmar, Nepal, Thái Lan, và Việt Nam. Môi trường sống tự nhiên của chúng là rừng ẩm vùng đất thấp nhiệt đới hoặc cận nhiệt đới và rừng núi ẩm cận nhiệt đới hoặc cận nhiệt đới ẩm.